# Nová dohoda
Nová dohoda (v anglickém originále The New Deal) je první díl 7. řady amerického televizního seriálu Agenti S.H.I.E.L.D. Scénář k epizodě napsal George Kitson a režíroval ji Kevin Tancharoen. V titulních rolích se objevili Clark Gregg, Ming-Na Wen, Chloe Bennet, Elizabeth Henstridge, Henry Simmons, Natalia Cordova-Buckley a Jeff Ward. Vedle hlavních rolí se v epizodě objevil Joel Stoffer, který ztvárnil Enocha z předchozích dvou řad a Patton Oswalt, který ztvárnil Ernesta Koeniga, předchůdce bratrů Koenigových z předchozích sérií.
Epizoda měla premiéru 27. května 2020 na stanici ABC, kde ji sledovalo 1,82 milionů diváků. Epizoda obdržela pozitivní recenze i pro návrat Gregga jako Coulsona, poté, co ztvárnil jinou postavu v 6. řadě a Oswalta, který ztvárnil předchůdce Koenigů.

## Děj
V roce 1931 v New Yorku skupina rasy Chronicomů ukradne tváře tří policistů a zabije kontakt z okolí, který pašoval alkohol v době prohibice.
Mezitím dorazí do minulosti tým S.H.I.E.L.D.u, aby zastavili Chronicomy, kteří chtějí změnit historii tak, aby nikdy nevznikl S.H.I.E.L.D. Agentka Simmonsová seznámí Macka a Daisy s LMD Phila Coulsona a ukáže jim nový Zephyr, který spolu s Fitzem navrhli a přestavěli. Tým poté pošle Deka do města, aby koupil vhodné oblečení a ostatní se mezitím připraví. 
Coulson, Mack, Deke a Johnsonová se poté vydají do města, kde Deke a Johnsonová vyšetřují důstojníky bez tváře a Coulson s Mackem dorazí do tajného baru, kde se po potyčce seznámí s majitelem baru, Ernestem „Hazardem“ Koenigem. Mezitím ale Johnsonovou a Deka přepadnou Chronicomové, ale podaří se jim je porazit a jednoho zatknout. Mezitím se Coulson s Mackem od Koeniga dozví, že policie, kterou jsou nyní Chronicomové, bude zajišťovat bezpečnost na večírku guvernéra Franklina D. Roosevelta, budoucího zakladatele SSR.
Johnsonová, Deke, Mack a Coulson se proto zúčastní večírku, aby zastavili Chronicomy ve změně historii, tím, že zachrání Roosevelta. Když se Coulson s Johnsonovou pokusí zachránit Roosevelta, zjistí, že se ho nikdo nepokouší zabít. Vtom jim oznámí Simmonsová, která přetížila systém zajatého Chronicoma a získala tak odpovědi, že, Chronicomové se pokouší zabít Freddyho, pomocníka Koeniga v baru. Coulson s Johnsonovou se proto vydají za Koenigem, aby zjistili proč chtějí Chronicomové zabít Freddyho, ale ten jim řekne, že neví proč, ale prozradí jim příjmení. Mezitím vyzvedne Deke a Mack Freddyho, aby ho zachránili. Poté, co se Coulson a Johnsonová dozvědí, že Freddy je ve skutečnosti Wilfred Malick, otec Gideona Malicka, dojde jim, že pokud chtějí zachránit S.H.I.E.L.D., musí zachránit Hydru, jinak by S.H.I.E.L.D. nikdy nevznikl.

### Závěrečná scéna
Na palubě Zephyru One uteče Enochovi Mayová, kterou Enoch léčil, ale nedokáže ji najít.

## Obsazení

### Hlavní role
- Clark Gregg jako Phil Coulson (LMD)
- Ming-Na Wen jako Melinda Mayová
- Elizabeth Henstridge jako Jemma Simmonsová
- Chloe Bennet jako Daisy Johnsonová / Quake
- Henry Simmons jako Alphonso „Mack“ MacKenzie
- Natalia Cordova-Buckley jako Elena „Yo-Yo“ Rodriguezová
- Jeff Ward jako Deke Shaw

### Vedlejší role
- Joel Stoffer jako Enoch
- Patton Oswalt jako Ernest „Hazard“ Koening[9]
- Darren Barnet jako Wilfred „Freddy“ Malick[10]
- Joseph Culp jako Franklin D. Roosevelt[11]

Dále také Tobias Jelinek jako Luke, Joe Reegan a Luke Baines jako Chronicomové, Nora Zehetner jako kontakt Freddyho a Greg Finley jako Tillman